# Ukrainsk-ortodoxa grekisk-katolska kyrkan
Ukrainsk-ortodoxa grekisk-katolska kyrkan (ukrainska: Українська правовірна греко-католицька церква) är en icke-erkänd, östkatolsk och oberoende episkopal (katolsk) kyrka i Ukraina som bröt med den Ukrainska grekisk-katolska kyrkan (UGKK) år 2009.

## Kyrkan
Enligt kyrkan själv är den en del av den apostoliska och östkatolska traditionen och ”tar framförallt avstånd från de samtida kätterier som förstör både den östliga och den västliga kyrkan.”
Kyrkans överhuvud är Antonin Dohnal.